# Erica tristis
Erica tristis là một loài thực vật có hoa trong họ Thạch nam. Loài này được Bartl. mô tả khoa học đầu tiên năm 1832.